# Dlažební kostka

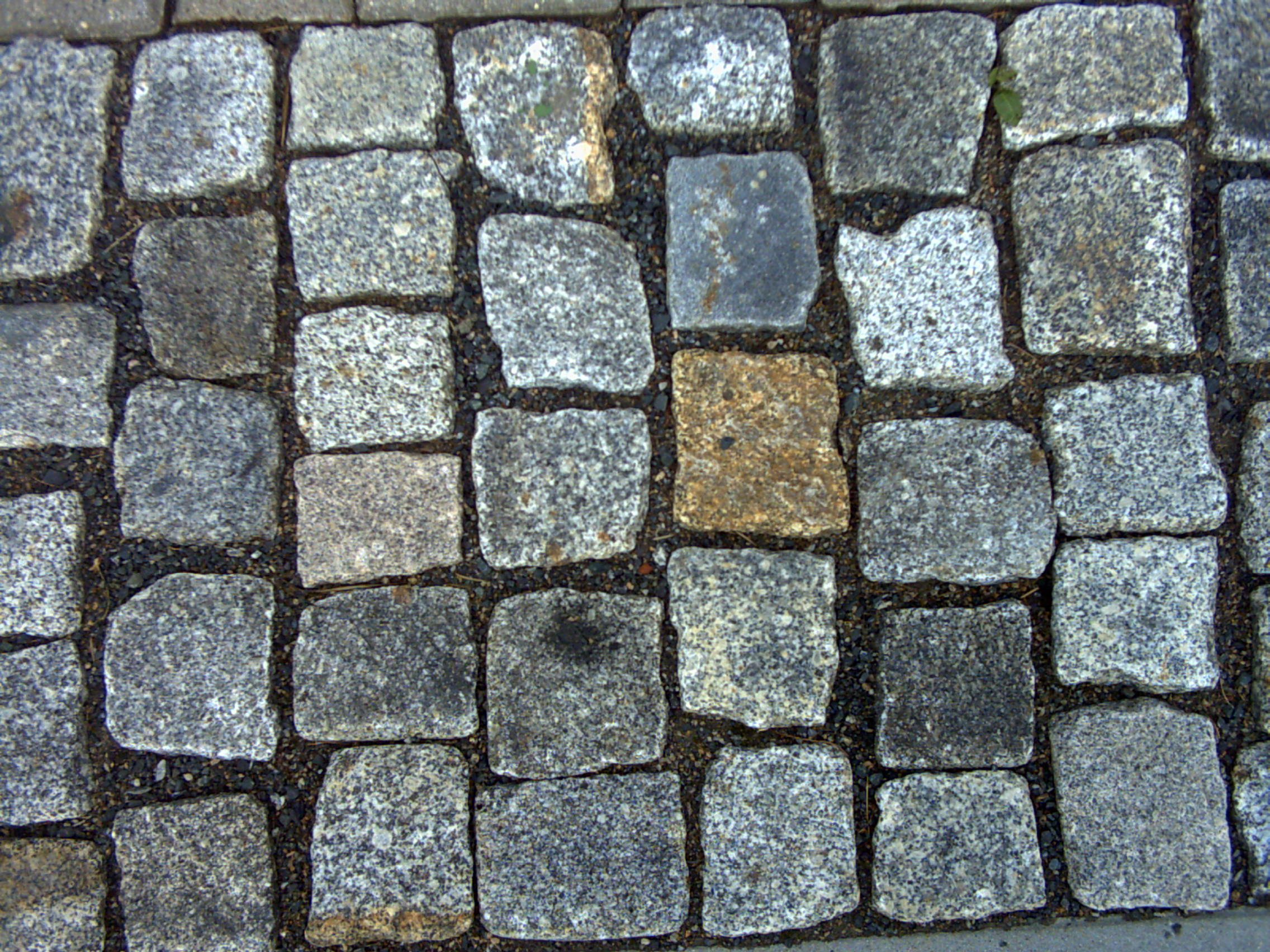
Skupina dlažebních kostek

Dlažební kostka je stavební materiál vyrobený z kamene, ve tvaru krychle či kvádru. Využívá se jako materiál pro stavbu dlažby, druhu pevného povrchu pozemních komunikací.
Dlažební kostky jsou vyráběny nejčastěji ze žuly, vápence, či převážně dříve z křemence (tzv. kočičí hlavy). Na chodníky se používaly menší, černé kostky které byly z čediče (lávy). Pro modernější typy dlažby, zejména pro zámkovou dlažbu na chodnících, se používají ve funkci dlažebních kostek betonové tvárnice, někdy i keramické materiály. Tvrdost a odolnost kostek se tedy liší podle materiálu.
Někdy se k tvorbě dlažby používá více druhů (barev) kostek, jejich rozdílná barva vytváří dekorativní nebo informativní mozaiku nebo vodorovné dopravní značení. Kostky mají různý rozměr a tvar v závislosti na použitém materiálu a na účelu dlažby.
Dlažba se ke zpevnění ulic a silnic používala již od starověku a ve středověku – ne vždy však byla vytvářena z dlažebních kostek, někdy se používalo i lámaného kamene. V moderním světě je vytlačována asfaltem (živicí) a betonem.
Dlažební kostka může sloužit také jako suvenýr. Kradení dlažebních kostek z poškozených chodníků je v českém kontextu problém především v Praze.

## Velikosti dlažebních kostek
Dlažební kostky se dělí podle velikosti na tři základní skupiny.

### Velké
- Rozměry: 16×16×16 až 16×16×32 cm
- Materiál: žula, čedič a jiné vyvřelé horniny
- Způsob kladení: do řádků
- Použití: pozemní komunikace

### Drobné
- Rozměry: 10×10×10 cm
- Materiál: žula, čedič a jiné vyvřelé horniny
- Způsob kladení: kroužková dlažba, vějířová dlažba, vlnovková dlažba
- Použití: chodníky, pěší zóny

### Mozaikové
- Rozměry:
  - krychle 5×5×5 až 7×7×7 cm
  - hranol 5×5×4 až 7×7×4 cm
- Materiál: různobarevné druhy vápence
- Způsob kladení: mozaika
- Použití: chodníky, pěší zóny v historických centrech měst

## Hodnocení

### Výhody
- Dobrá rozebíratelnost pro rekonstrukce
- Vysoká odolnost vůči zatížení (nevyjíždějí se "koleje")
- Trvanlivost materiálu
- Dobré tepelné vlastnosti ve vedrech
- Zadržování vody vsakováním

### Nevýhody
- Vysoká pracnost montáže
- Nerovnost povrchu (u tzv. kočičích hlav)
- Propustnost vody do podloží
- Nebezpečí smyku (hlavně za mokra u kostek z čediče)

### Výtěžnost (poměr hmotnost / povrch)
- 1 tuna - kostka 4/6  cca 8 m²
- 1 tuna - kostka 8/10 cca 4,5 m²
- 1 tuna - kostka 15/17 cca 2,3 m²

## Dlažební kostky ve funkci zbraně
Dlažební kostky se stávají často zbraní, která je používána během demonstrací či nepokojů. Je snadno dostupná, nachází se přímo pod nohama demonstrantů. Jejich předností je relativně malý rozměr a dostatečná hmotnost, která z nich dělá ideální vrhací zbraň. Dlažební kostky jsou také používány jako materiál pro stavbu barikád. Jako prevenci tohoto využití je kostek je možné v omezeném rozsahu přistoupit k přilepení kostek k sobě navzájem či k podkladu. Toto opatření bylo využito v roce 2016 v Hongkongu v okolí parlamentu v rámci příprav na očekávané nepokoje související s významnou státní návštěvou.
Opět v Hongkongu během protivládních protestů v roce 2019 demonstranti využili nový typ barikády z betonových kostek - velké množství kostek přilepených k silnicím umožnilo zcela zamezit průjezdu vozidel s využitím relativně malého množství materiálu.

## Kulturní odkazy
Dláždění, kamenná organisace,
dalo se na pochod ulicí,
ohromilo střechy prapory tisíci
s ušlapanými lidskými tvářemi.
Jiří Wolker, Dláždění (ze sbírky Host do domu)